# Kacper Szczepaniak
Kacper Szczepaniak (Polen, 21 november 1990) is een Poolse wielrenner uit het beloftencircuit en de broer van Paweł Szczepaniak. Op 30 januari 2010 werd hij tweede op het Wereldkampioenschap veldrijden maar geschrapt uit de uitslag wegens dopinggebruik. Hij werd voor vier jaar geschorst.
Baestaens · Bertholet · Dlask · Gavenda · Grand · Hník · Meeusen · K.Pauwels · Peeters · Štybar · K.Szczepaniak · P.Szczepaniak · van Empel · van Kessel · Van Mechelen · B.Wellens